# Broadway (microprocessor)
Broadway is de codenaam van een 32-bits PowerPC-gebaseerde microprocessor (CPU) die van 2006 tot 2013 geproduceerd werd door IBM. De CPU werd gebruikt in de Wii-spelcomputer van Nintendo.
De Broadway-CPU is ontworpen op basis van de PowerPC ISA 1.10-specificatie en werd aanvankelijk geproduceerd met behulp van een 90 nm SOI-proces en later met een 65 nm SOI-proces. Volgens IBM verbruikt de processor 20% minder stroom dan zijn voorganger, de 180 nm Gekko die gebruikt werd in de Nintendo GameCube-spelcomputer.
Er zijn zeer weinig officiële details vrijgegeven door Nintendo of IBM. Officieuze bronnen beweren dat Broadway is afgeleid van de 486 MHz Gekko-architectuur en met zijn 729 MHz zo'n 50% sneller is.
De PowerPC 750CL die in 2006 uitgebracht werd door IBM is een standaard CPU die vrijwel identiek is aan Broadway, maar die geleverd werd in meerdere kloksnelheidvarianten variërend van 400 MHz tot 1000 MHz.

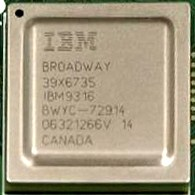
Een IBM Broadway microprocessor uit een Wii